# Evaniella miniacea
Evaniella miniacea är en stekelart som först beskrevs av Günther Enderlein 1905.  Evaniella miniacea ingår i släktet Evaniella och familjen hungersteklar. Inga underarter finns listade i Catalogue of Life.